# Azevedo (Portugal)
Azevedo is een plaats (freguesia) in de Portugese gemeente Caminha en telt 158 inwoners (2001).

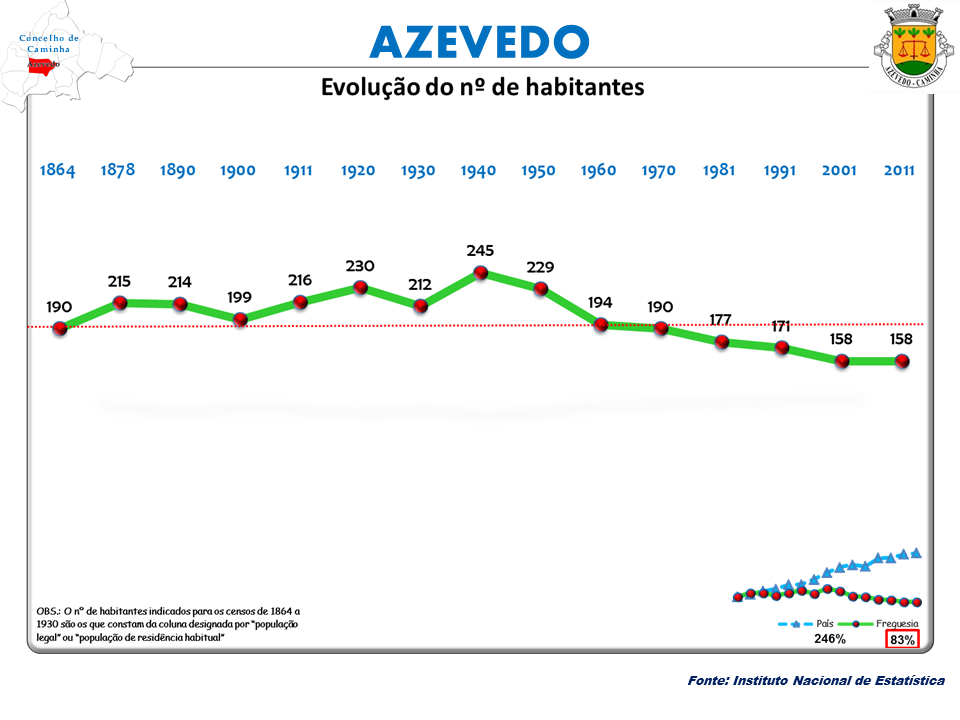
Bevolkingsontwikkeling tussen 1864 en 2011